# Eupanthalis kinbergi
Eupanthalis kinbergi är en ringmaskart som beskrevs av McIntosh 1876. Eupanthalis kinbergi ingår i släktet Eupanthalis och familjen Acoetidae. Inga underarter finns listade i Catalogue of Life.